# Chamyna homalogramma
Chamyna homalogramma är en fjärilsart som beskrevs av George Francis Hampson 1926. Chamyna homalogramma ingår i släktet Chamyna och familjen nattflyn. Inga underarter finns listade i Catalogue of Life.